# إيلنغ
إيلنغ (بالإنجليزية: Ealing)‏ هو حي في غرب لندن تبعد 7.5 ميل (12.1 كـم) تشارينغ كروس وتقع ضمن منطقة إيلنغ مع سبع قرى أساسية (هي أكتون، غرينفيلد ‏، هانويل ‏، نورثولت ‏، بريفال ‏، ساوثول ‏) وهي تعتبر مركز مدني كبير في خطة لندن ‏
إيلنغ هي المقاطعة التاريخية لميدلسكس. حتى التوسع المدني لندن في نهاية القرن التاسع عشر وبداية القرن العشرين، كانت إيلنغ قرية ريفية ضمن أبرشية إيلنغ.

## وصلات خارجية
- الموقع الرسمي